# Cioccolato delle forze armate statunitensi
Il cioccolato militare (in inglese: United States military chocolate) è parte delle razioni standard delle forze armate statunitensi sin dal 1937 e viene distribuito alle truppe come parte della dotazione di base delle razioni da campo (o razioni da combattimento) e dei "pacchi vari" (sundry packs).
Le razioni di cioccolato servono a due scopi: per sostenere il morale delle truppe e come razione di emergenza altamente energetica e di formato tascabile. Le razioni di cioccolato militare sono fatte spesso in speciali lotti secondo le specifiche militari, per quanto concerne peso, dimensione e durata. Una gran parte del cioccolato distribuito al personale militare negli Stati Uniti è prodotto dalla Hershey Company.
Quando viene fornito per sostenere il morale o come componente del pacco di assistenza, il cioccolato militare spesso non è diverso, per gusto e composizione, dalle normali barrette acquistate al supermercato. Tuttavia, le barrette fornite ai militari sono frequentemente confezionate o modellate in modo diverso. La razione K della Seconda guerra mondiale includeva una barretta di cioccolato dolce della Hershey, ma invece di essere la tipica barra piatta e sottile, il cioccolato della razione K era una spessa barretta rettangolare, suddivisibile in quadrati.
Quando veniva fornito come razione da campo per i casi di emergenza, il cioccolato militare era molto diverso dalle normali barrette. Poiché era fornito come fonte di cibo pronto da usarsi in caso di emergenza, gli ufficiali inizialmente sottolinearono che non doveva essere un regalo tentatore che le truppe potessero mangiare prima di averne bisogno.
Le barrette di cioccolato delle razioni di emergenza dovevano avere un elevato valore energetico, essere facili da trasportare e resistere alle alte temperature. Resistere alle alte temperature era estremamente importante, dal momento che gli uomini di fanteria sarebbero stati all'aperto, a volte in condizioni tropicali o desertiche, con le barrette nelle tasche a contatto dei loro corpi. Queste condizioni avrebbero fatto fondere qualsiasi normale cioccolato nel giro di pochi minuti. Anche se furono fatti tentativi per migliorarne il sapore, le barrette di cioccolato resistenti al calore non ricevettero mai accoglienze entusiastiche.

## Barretta Logan o Razione D
La normale barretta di cioccolato, che fondeva facilmente nella calura estiva, non poteva mai essere adattata per essere portata in tasca da un soldato. Inoltre, si pensava che fosse troppo gustosa  per essere utilizzata come razione di emergenza da consumare solo quando si ha fame. Il capitano Logan chiedeva una barretta: 
1) del peso di circa quattro once, (2) in grado di resistere alle alte temperature, (3) di alto valore energetico             (4) con un sapore leggermente migliore di una patata bollita.
Il chimico dell'azienda Sam Hinkle fu incaricato della preparazione. Gli ingredienti finali erano: liquore di cioccolato, zucchero, latte scremato in polvere, burro di cacao, farina d'avena, vanillina. Lo zucchero è stato diminuito e il liquore di cioccolato è stato aumentato per dare alla barretta un gusto meno gradevole rispetto alle normali barrette di cioccolato. La ricetta dava origine a una pasta pesante che doveva essere pressata piuttosto che versata negli stampi. Una barretta da quattro once forniva 600 calorie. Dopo tre giorni di esperimenti con miscelazione e lavorazione, il capitano Logan diede la sua approvazione e fu prodotta una piccola quantità di barrette da quattro once. Il capitano Logan era molto soddisfatto dei campioni.
La ricetta originale e la forma della stecca sono state lievemente modificate quando è stata aggiunta tiamina cloridrato come fonte di vitamina B1 per prevenire il beriberi, una malattia che si può manifestare ai tropici con un'alimentazione carente di questa vitamina. Le stecche erano originariamente chiamate "barrette Logan" e successivamente furono chiamate Field Ration D.

## La Hershey in guerra
La prima barretta di cioccolato, commissionata come razione di emergenza dall'esercito degli Stati Uniti, fu la "barretta della razione D" (Ration D bar). Il colonnello Paul Logan, del Corpo dei Furieri (Quartermaster Corps) dell'esercito, prese contatti con la Hershey's Chocolate nell'aprile 1937, e si incontrò con William Murrie, il presidente della compagnia, e Sam Hinkle, il capo chimico. Quando fu informato della proposta,  Milton Hershey fu molto interessato al progetto, e la riunione diede inizio alla prima produzione sperimentale della barretta della razione D.
Logan precisò che la barretta della razione D doveva:
1. pesare 4 once (112 g);
2. avere un elevato valore nutritivo;
3. resistere alle alte temperature;
4. avere "un sapore leggermente migliore di una patata bollita".[senza fonte]

Logan credeva che se la barretta al cioccolato avesse avuto un buon sapore, le truppe l'avrebbero mangiata senza aspettare il momento in cui sarebbe servita loro come pasto d'emergenza. Il capo chimico Hinkle fu costretto a sviluppare metodi di produzione interamente nuovi per produrre le barrette. Furono costruite attrezzature per la produzione del cioccolato versando in stampi una miscela di cioccolato liquido e farina d'avena.
Si otteneva però una pasta appiccicosa che non riempiva gli stampi ad alcuna temperatura. Per produrre le barrette, ogni porzione da quattro once dovette essere impastata, pesata e pressata a mano nello stampo. Il risultato finale fu un blocco duro di cioccolato marrone scuro che si sbriciolava con fatica.
Il pacco da tre delle barrette da quattro once aveva lo scopo di fornire al singolo soldato in combattimento il sostentamento minimo di 1.800 calorie giornaliere. In aggiunta al gusto poco gradevole fu aggiunto un soppressore dell'appetito per impedire ai soldati affamati di divorare troppo in fretta il cioccolato.
Nel giugno 1937, l'esercito degli Stati Uniti ordinò 90.000 "barrette Logan" e le fece testare sul campo presso alcune basi nelle Filippine, a Panama, sulla frontiera del Texas e presso altre basi in tutti gli Stati Uniti. Alcune delle barrette finirono addirittura nei rifornimenti per la terza spedizione antartica dell'ammiraglio Byrd. Questi test sul campo ebbero successo e l'esercito cominciò a fare ordinativi regolari del prodotto. Con l'inizio del coinvolgimento americano nella Seconda guerra mondiale dopo Pearl Harbor, fu dato ordine di confezionare le barrette in modo da renderle a prova di gas venefici.
Dal 1941 al 1945 furono poi apportati numerosi cambiamenti alla confezione per venire incontro alle richieste dell'esercito. Nel 1943, la Divisione approvvigionamenti dell'esercito (Procurement Division of the Army) contattò la Hershey per produrre una barretta di cioccolato sul tipo di quelle dell'industria dolciaria, con un sapore migliore. Dopo un breve periodo di sperimentazione, la compagnia cominciò a produrre la "barretta tropicale della Hershey" (Hershey's Tropical Bar).
Questa era più simile per forma e sapore alle normali barrette della razione D. I volumi di produzione della barretta superarono quelli di ogni altro articolo prodotto dalla fabbrica della Hershey in tempo di guerra. Mentre i tentativi di migliorarne il sapore ebbero in parte successo, molte truppe trovavano il cioccolato duro e poco appetitoso. Nondimeno, era perfetto come spuntino rapido sul campo o come oggetto di baratto.
Si stima che tra il 1940 e il 1945, oltre 3 miliardi di barrette della razione D e di barrette tropicali furono prodotte e distribuite a soldati statunitensi in tutto il mondo. Nel 1939, l'impianto della Hershey era in grado di produrre 100.000 barrette per razioni al giorno. Entro la fine della Seconda guerra mondiale, l'intero impianto della Hershey stava producendo barrette per razioni al ritmo di 24 milioni alla settimana. Per il servizio reso durante tutta la Seconda guerra mondiale, alla Hershey Chocolate Company furono conferiti cinque Premi di produzione per aver superato ogni aspettativa per qualità e quantità della barretta della razione D e della barretta tropicale.

## Dal dopoguerra ad oggi
La produzione della barretta della razione D fu interrotta alla fine della Seconda guerra mondiale. Tuttavia, la barretta tropicale della Hershey rimase una razione standard per le forze armate statunitensi. La barretta tropicale partecipò alle azioni in Corea e in Vietnam. La stessa barretta tornò brevemente alla fama quando fu inclusa a bordo dell'Apollo 15 nel luglio 1971.
Durante le operazioni "Scudo nel deserto" (Desert Shield) e "Tempesta nel deserto" (Desert Storm) della Guerra del Golfo, la Hershey's Chocolate sperimentò un nuovo cioccolato resistente alle alte temperature che soprannominò la "barretta del deserto" (Desert Bar). La Hershey spedì 144.000 barrette del deserto alle truppe americane, come test di mercato per il nuovo prodotto. Secondo la Hershey, la barretta poteva sopportare temperature eccedenti i 60 gradi Celsius (140 gradi Fahrenheit). Mentre i portavoce dell'esercito affermavano che il gusto della barretta era buono, le reazioni delle truppe furono eterogenee e alla fine la barretta non fu immessa nella produzione commerciale.